# Santa María de Valverde
Santa María de Valverde é um município da Espanha na província de Zamora, comunidade autónoma de Castela e Leão, de área 9,76 km² com população de 91 habitantes (2007) e densidade populacional de 9,73 hab/km².

## Demografia
| Variação demográfica do município entre 1991 e 2004 | Variação demográfica do município entre 1991 e 2004 | Variação demográfica do município entre 1991 e 2004 | Variação demográfica do município entre 1991 e 2004 |
| --------------------------------------------------- | --------------------------------------------------- | --------------------------------------------------- | --------------------------------------------------- |
| 1991                                                | 1996                                                | 2001                                                | 2004                                                |
| 136                                                 | 108                                                 | 96                                                  | 95                                                  |